# Lukas Pachner
Lukas Pachner (* 5. Dezember 1991 in Wien) ist ein österreichischer Snowboarder. Er startet in der Disziplin Snowboardcross.

## Werdegang
Pachner nahm von 2012 bis 2016 vorwiegend am Europacup teil. Dabei holte er drei Siege und belegte in der Saison 2014/15 den zweiten und in der Saison 2015/16 den dritten Platz in der Snowboardcrossgesamtwertung. Sein Debüt im Snowboard-Weltcup hatte er im März 2015 in Veysonnaz, welches er auf dem 53. Platz beendete. Nach Platz 39 beim Weltcup in Montafon zu Beginn der Saison 2016/17, erreichte er in Solitude mit dem sechsten Platz seine erste Top-Zehn-Platzierung im Weltcup. Tags darauf wurde er dort zusammen mit Julian Lüftner Zweiter im Teamwettbewerb. Im März 2017 errang er in La Molina den zweiten Platz und erreichte zum Saisonende den 14. Platz im Snowboardcross-Weltcup. Beim Saisonhöhepunkt den Snowboard-Weltmeisterschaften 2017 in Sierra Nevada kam er auf den 36. Platz im Einzelwettbewerb und zusammen mit Julian Lüftner auf den sechsten Rang im Teamwettbewerb. Bei den Olympischen Winterspielen 2018 in Pyeongchang errang er den 39. Platz und bei den Snowboard-Weltmeisterschaften 2019 in Park City den 26. Platz. Nach Platz 17 und 25 in Chiesa in Valmalenco zu Beginn der Saison 2020/21, belegte er bei den Snowboard-Weltmeisterschaften 2021 den 17. Platz. Zum Saisonende errang er in Bakuriani den zweiten Platz und erreichte den zehnten Platz im Snowboardcross-Weltcup. Im folgenden Jahr errang er bei den Olympischen Winterspielen in Peking den 20. Platz.
Pachner ist aktiver Sportler des Heeressportzentrums des Österreichischen Bundesheers. Als Heeressportler trägt er derzeit den Dienstgrad Gefreiter.

## Teilnahmen an Weltmeisterschaften und Olympischen Winterspielen

### Olympische Winterspiele
- 2018 Pyeongchang: 39. Platz Snowboardcross
- 2022 Peking: 20. Platz Snowboardcross

### Snowboard-Weltmeisterschaften
- 2017 Sierra Nevada: 6. Platz Snowboardcross Team, 36. Platz Snowboardcross
- 2019 Park City: 26. Platz Snowboardcross
- 2021 Idre: 17. Platz Snowboardcross
- 2025 Engadin: 13. Platz Snowboardcross

## Weltcup-Gesamtplatzierungen
| Saison  | Platz | Punkte  |
| ------- | ----- | ------- |
| 2014/15 | 55.   | 34      |
| 2015/16 | 49.   | 176,3   |
| 2016/17 | 14.   | 1420,60 |
| 2017/18 | 33.   | 1166,5  |
| 2018/19 | 11.   | 1160    |
| 2019/20 | 16.   | 949,4   |
| 2020/21 | 10.   | 162     |
| 2021/22 | 13.   | 150     |
| 2022/23 | 35.   | 45      |
| 2023/24 | 35.   | 58      |
| 2024/25 | 7.    | 300     |